# Xã Highwater, Quận Cottonwood, Minnesota
Xã Highwater (tiếng Anh: Highwater Township) là một xã thuộc quận Cottonwood, tiểu bang Minnesota, Hoa Kỳ. Năm 2010, dân số của xã này là 166 người.